# Toumbi
Toumbi (auch: Tumbi) ist ein Dorf in der Landgemeinde Dogo-Dogo in Niger.

## Geographie
Das von einem traditionellen Ortsvorsteher (chef traditionnel) geleitete Dorf liegt rund 13 Kilometer südöstlich des Hauptorts Dogo-Dogo der gleichnamigen Landgemeinde, die zum Departement Dungass in der Region Zinder gehört. Etwa 4 Kilometer südlich von Toumbi, beim Dorf Adaré, verläuft die Staatsgrenze zu Nigeria.
Es herrscht das Klima der Sahelzone vor, mit einer durchschnittlichen jährlichen Niederschlagsmenge zwischen 300 und 400 mm.

## Geschichte
Toumbi war die Hauptstadt des Emirats Gumel, das 1749 unter der Führung eines Mannes namens Dan Juma aus Kano gegründet wurde. Bald nach Dan Jumas Tod im Jahr 1754 wurde das Emirat ein Vasallenstaat des Reichs Bornu. Es hielt Anfang des 19. Jahrhunderts dem Dschihad der Fulbe unter Usman dan Fodio stand und wurde kein Teil des Kalifats von Sokoto. Ab 1828 kam es zu ständigen kriegerischen Auseinandersetzungen mit den Herrschaftsgebieten von Hadeija, Kano und Zinder. Die Hauptstadt wurde schließlich 1845 von Toumbi weiter in den Süden in die Stadt Gumel verlegt. James Richardson berichtete von seiner Afrikareise in den Jahren 1850 und 1851 von den für Toumbi typischen Gesichtsskarifizierungen: vier auf der linken Wange und fünf auf der rechten Wange, wobei keine sehr nah an den Mundwinkeln und Ohren sind.

## Bevölkerung
Bei der Volkszählung 2012 hatte Toumbi 591 Einwohner, die in 88 Haushalten lebten. Bei der Volkszählung 2001 betrug die Einwohnerzahl 307 in 53 Haushalten und bei der Volkszählung 1988 belief sich die Einwohnerzahl auf 251 in 55 Haushalten.
Die Bevölkerungsdichte in diesem Gebiet ist mit über 100 Einwohnern je Quadratkilometer hoch.

## Wirtschaft und Infrastruktur
Das Gebiet der Ebenen im Süden der Region Zinder, in dem die Siedlung liegt, ist von einer anhaltenden Degradation der ackerbaulichen Flächen gekennzeichnet, die mit der hohen Bevölkerungsdichte in Zusammenhang steht. Es gibt eine Schule im Dorf.